# Coupe de la Ligue suisse masculine de basket-ball
 (novembre 2023).
Si vous disposez d'ouvrages ou d'articles de référence ou si vous connaissez des sites web de qualité traitant du thème abordé ici, merci de compléter l'article en donnant les références utiles à sa vérifiabilité et en les liant à la section « Notes et références ».
La Swiss Basketball League Cup Men est une compétition de basket-ball disputée annuellement en Suisse. Elle regroupe les équipes classées aux 8 premiers rangs à l'issue du premier tour du Championnat Suisse de LNA de basket-ball.

## Palmarès
| Saions    | Vainqueur              |
| --------- | ---------------------- |
| 2023-2024 | FR Olympic             |
| 2022-2023 | SAM Basket Massagno    |
| 2021-2022 | FR Olympic             |
| 2020-2021 | Lions de Genève        |
| 2019-2020 | FR Olympic             |
| 2018-2019 | Lions de Genève        |
| 2017-2018 | FR Olympic             |
| 2016-2017 | BBC Monthey            |
| 2015-2016 | BBC Monthey            |
| 2014-2015 | Lions de Genève        |
| 2013-2014 | Union Neuchâtel Basket |
| 2012-2013 | Lions de Genève        |
| 2011-2012 | Lugano Tigers          |
| 2010-2011 | Lugano Tigers          |
| 2009-2010 | FR Olympic             |
| 2008-2009 | FR Olympic             |
| 2007-2008 | FR Olympic             |
| 2006-2007 | FR Olympic             |
| 2005-2006 | BC Boncourt            |
| 2004-2005 | BC Boncourt            |
| 2003-2004 | Geneva Devils          |